# 丁士晟
丁士晟（？—），男，中华人民共和国气象学家，曾任吉林省气象局局长，吉林省科学技术协会副主席，第六、七、八届全国人大代表。